# 張國儒
張國儒（16世紀—17世紀），字允醇，號翼真，山西太原府榆次縣孟家井人，明朝政治人物。

## 生平
張國儒是萬曆二十二年（1594年）山西鄉試第六名舉人，二十六年（1598年）成進士，都察院觀政，獲授行人，三十一年（1603年）和朱化孚到貴州主持鄉試。三十三年補兵部主事，行取入京，三十六年（1608年）八月他考選刑科給事中，三十七年江西主考，三十八年（1610年）六月晉吏科右給事中，到萬曆四十年（1612年）正月再陞刑科左給事中，八月陞為兵科都給事中，曾勸戒子弟說：「貪官總會多索求，若接受他們私禮，就不是我的志向，你們千萬不要這樣。」
萬曆四十三年（1615年），張國儒外任遼東寧前道兵備參政，他曾七次上疏辭任不赴，到天啟元年（1621年）起用為撫順監軍，被戶科右給事中王繼曾疏駁，之後不再出仕，著有《三垣疏草》，死後入祀府縣鄉賢祠。

## 家族
曾祖张胜全。祖张子完，邳州卫经历。父张廷禄，肅州倉副使，贈修职郎行人司行人。母郭氏。永感下。兄张国俊。娶戴氏，子治法、治經。

## 引用
1. 1 2  同治《榆次縣志·卷八·人物傳上》：張國儒，字翼真，孟家井人，萬厯戊戌進士。官行人，轉刑科給事中，陞都諫掌兵科，戒子弟曰：「貪弁債帥多營求，若受其私禮，非吾志也，汝輩切勿然。」外轉遼東參政，凡七上疏辭不赴。著有《三垣疏草》，皆森嚴剴切，人不敢言者，卒於家，郡縣俱祀鄉賢。
2. ↑  《萬曆二十二年陕西鄉試録》：张国儒，字允醇，號翼真，戊辰年七月二十日生。行二，行都司镇夷所籍山西榆次县人，本所選贡，治诗经。
3. ↑  同治《榆次縣志·卷五·選舉》：（萬曆）甲午科（舉人） 張國儒 經魁，見進士
4. ↑  《萬曆二十六年戊戌科進士履历》：张国儒，翼真，诗五房，辛未七月十九日生。榆次人，甲午六名，会五十九名，三甲二百十二名。都察院政，己亥授行人，癸卯貴州主考，乙巳補兵部主事，行取，戊申八月授給事中，己酉江西主考，庚戌升吏科右，壬子升刑科左，壬子升兵科都，乙卯升辽东宁前参政，本年养病，丁巳京察，辛酉起山东撫順佥事，本年闲住。曾祖勝全。祖子完。父廷禄，举人、付使。
5. ↑  《明神宗顯皇帝實錄·卷三百八十六》：（萬曆三十一年七月甲子）命工部都水司主事趙國琦、大理寺左評事姜志禮往雲南，兵部職方司主事朱化孚、行人張國儒往貴州各主考。國琦以疾辭，禮部請改命刑部山西司主事程寰代，從之。
6. ↑  《明神宗顯皇帝實錄·卷四百四十九》：（萬曆三十六年八月辛酉）以考選，喻安性、胡應台、顧士琦、王紹徽、劉文炳、周永春、張鳳彩、張延登、張國儒、彭惟成、何士晉、范濟世、李瑾為給事中。
7. ↑  《明神宗顯皇帝實錄·卷四百七十二》：（萬曆三十八年六月乙酉）陞吏科給事中胡應台為兵科右給事中，禮科給事中周永春為工科右給事中，刑科給事中張國儒為吏科右給事中。
8. ↑  《明神宗顯皇帝實錄·卷四百九十一》：（萬曆四十年正月丙辰）陞戶科左給事中翁憲祥為刑科都給事中，刑科右給事中周曰庠、禮科右給事中周永春、工科右給事中張鳳彩、吏科右給事中張國儒俱陞左給事中，曰庠禮科、永春兵科、鳳彩工科、國儒刑科。
9. ↑  《明神宗顯皇帝實錄·卷四百九十八》：（萬曆四十年八月戊寅）陞左給事中周曰庠、周永春、張國儒為都給事中，曰庠工科、永春禮科、國儒兵科。
10. ↑  《明神宗顯皇帝實錄·卷五百三十三》：（萬曆四十三年六月戊子）是時各省司通官缺至四十九員，上因亢旱祈禱，連日簡發吏部舊疏，以兵科都給事中張國儒為寧前道兵備參政……
11. ↑  《明熹宗悊皇帝實錄·卷五》：（天啟元年正月庚子）起原任寧前參政張國儒為撫順監軍……
12. ↑  《明熹宗悊皇帝實錄·卷六》：（天啟元年二月）丙午戶科右給事中王繼曾疏駁吏部起用趙邦清、張國儒及添設兵部侍郎，言二臣皆以計典黜者也……